# Многообразие Илса — Кёйпера
Многообразием Илса — Кёйпера называется компактификация евклидова пространства {\displaystyle \mathbb {R} ^{n}} сферой {\displaystyle S^{\frac {n}{2}}}, где n = 2, 4, 8, и 16. 
- n = 2: многообразие Илса — Кёйпера диффеоморфно вещественной проективной плоскости {\displaystyle \mathbb {R} P^{2}}.

Для {\displaystyle n\geq 4} оно является односвязным и имеет когомологическую структуру 
- {\displaystyle n=4}: комплексной проективной плоскости {\displaystyle \mathbb {C} \mathrm {P} ^{2}},
- {\displaystyle n=8}: кватернионной проективной плоскости {\displaystyle \mathbb {H} \mathrm {P} ^{2}},
- n = 16: проективной плоскости Кэли {\displaystyle \mathbb {O} \mathrm {P} ^{2}}.

Многообразия Илса — Кёйпера играют важную роль в теории Морса и в теории слоений.

## Свойства
- Теорема Илса — Кёйпера.[1] Пусть {\displaystyle M} связное замкнутое многообразие размерности {\displaystyle n} (не обязательно ориентируемое). Предположим, на {\displaystyle M} существует функция Морса {\displaystyle f:M\to R} класса гладкости {\displaystyle C^{3}}, которая имеет ровно три критические точки. Тогда {\displaystyle n=}2, 4, 8 или 16 и {\displaystyle M} является многообразием Илса — Кёйпера.

- Теорема:[2] Пусть {\displaystyle M^{n}} компактное связное многообразие, на котором задано морсовское слоение {\displaystyle F}. Предположим, что число {\displaystyle c} центров слоения {\displaystyle F} больше числа седел {\displaystyle s}. Тогда существуют ровно две возможности:
  - {\displaystyle c=s+2}, в этом случае {\displaystyle M^{n}} гомеоморфно сфере {\displaystyle S^{n}},
  - {\displaystyle c=s+1}, в этом случае {\displaystyle M^{n}} является многообразием Илса — Кёйпера, причем {\displaystyle n=2,4,8} и {\displaystyle 16}.